# Stigmasterol
Stigmasterol (stigmasta-5,22-dien-3β-ol) is een onverzadigde plantensterol, waarvan de chemische structuur veel lijkt op die van cholesterol. Veel groente, fruit, noten en zaden bevatten deze stof zij het in lage concentraties. Hogere concentraties komen voor in onder andere sojaolie, Physostigma venenosum, koolzaadolie en een aantal medicinale kruiden zoals de Chinese kruiden Ophiopogon japonicus (Mai men dong) en Panax quinquefolius (ginseng) en in Eryngium foetidum dat in Suriname inheems is.
Stigmasterol wordt gebruikt als precursor voor het fabriceren van synthetisch progesteron.